# Eilean Munde
L’Eilean Munde (o Mhunna) è un'isola disabitata, la principale di un piccolo complesso di isole all'interno del Loch Leven, vicino Ballachulish. Vi si trova il sito di una cappella costruita da San Fintan Mundus (noto anche come San Fintan Munnu), che arrivò qui da Iona nel VII secolo. La chiesa fu bruciata nel 1495 e ricostruita nel XVI secolo e l'ultima sua funzione si tenne nel luglio del 1653. L'isola è anche il sito di un cimitero un tempo utilizzato e gestito dai clan che abitavano l'isola, gli Stewarts di Ballachulish, i MacDonalds di Glencoe e i Cameron di Callart, qui vi riposano anche alcune vittime dello storico massacro di Glencoe. L'isola è tuttavia maggiormente nota per il sistema che i suoi abitanti utilizzavano per risolvere le dispute.

## L'isola della discussione
Vicino Eilean Munde vi è un'isola più piccola, chiamata Eilean a 'Chomhraidh (o anche Eilean na Comhairle) maggiormente nota come l'Isola della Discussione. Questo era il luogo d'incontro, infatti, in cui le persone che avevano avuto delle controversie potevano risolverle. Solo quando tutte le parti coinvolte in causa potevano dirsi soddisfatte, gli ex contendenti potevano lasciare l'isola e recarsi presso l'isolotto vicino chiamato Eilean na Bainne ma noto come L'isola dell'alleanza o della ratifica. Era qui, infatti, che gli accordi venivano redatti e sigillati.